# Crocifissione (Mantegna)
La Crocifissione è un dipinto, tempera su tavola (67x93 cm), di Andrea Mantegna, datato 1457-1459 e conservato nel Musée du Louvre di Parigi. Il pannello faceva originariamente parte della predella della Pala di San Zeno, con la Resurrezione e l'Orazione nell'orto nel  Musée des Beaux-Arts di Tours.

## Storia
La tavola venne commissionata prima del 1457, realizzata a Padova nella bottega dell'artista e inviata a Verona nel 1459.
Nel 1797, durante le spoliazioni napoleoniche, l'intera pala di San Zeno venne requisita e inviata a Parigi nel Museo Napoleone, futuro Louvre. Dopo la caduta di Napoleone e la Restaurazione (1815), si riuscì a recuperare i tre pannelli principali e la cornice, ma non questa e le altre due opere della predella (l'Orazione nell'Orto e la Resurrezione), che rimasero in Francia dove si trovano tuttora, mai restituite. Ad oggi in San Zeno al posto delle opere originali mancanti sono poste delle copie moderne.

## Descrizione e stile
La Crocifissione è divisibile in due registri: uno inferiore, dove si trovano i soldati, il gruppo delle pie donne, san Giovanni e altri spettatori, e uno superiore, dove si trovano i tre crocifissi sullo sfondo del cielo terso, che si schiarisce verso l'orizzonte. Alla fiera sopportazione del dolore di Cristo fanno da contraltare le espressive pose contorte dei due ladroni.
La scena mostra la comprensione delle opere di Donatello, con la profonda penetrazione psicologica dei personaggi (si pensi allo straziante dolore di Maria) e con l'effetto di rappresentazione casuale della vita sotto i nostri occhi, con la presenza di comparse come i due personaggi dimezzati in primo piano, che sembrano colti di sorpresa nel loro passaggio casuale. La profonda partecipazione dei personaggi ricorda anche le opere di Rogier van der Weyden, che Mantegna aveva probabilmente visto a Ferrara.
Numerosi sono i dettagli di grande valore, dalla città sullo sfondo, rappresentazione ideale di Gerusalemme, alle guardie che si giocano a dadi la veste di Cristo, su un tabellone colorato di forma circolare. I teschi, che si vedono di lato e sotto la croce di Cristo, ricordano l'inevitabilità della morte.